# Гимпу, Мария Алексеевна
Мария Алексеевна Гимпу — молдавский советский хозяйственный, государственный и политический деятель, Герой Социалистического Труда.

## Биография
Родилась в 1930 году в Кагуле.
С 1953 года — на хозяйственной, общественной и политической работе. В 1953—1985 гг. — питомниковод, звеньевая питомниководческой бригады Кагульского гидромелиоративного совхоза-техникума Молдавской ССР.
Указом Президиума Верховного Совета СССР от 8 декабря 1973 года присвоено звание Героя Социалистического Труда с вручением ордена Ленина и золотой медали «Серп и Молот».
Избиралась депутатом Верховного Совета Молдавской ССР 8-го созыва, Верховного Совета СССР 10-го созыва.
Умерла в 2018 году.